# Thelypteris proctorii
Thelypteris proctorii är en kärrbräkenväxtart som beskrevs av Alan Reid Smith och Lellinger. Thelypteris proctorii ingår i släktet Thelypteris och familjen Thelypteridaceae. Inga underarter finns listade.